# L'impostore (film 1997)
L'impostore (Deceiver) è un film giallo del 1997 del regista Jonas Pate.

## Trama
Il film è incentrato sull'interrogatorio del miliardario Wayland da parte di due detective, nel tentativo di fargli confessare l'omicidio di una prostituta. Il tutto si trasformerà in una lunga ed estenuante partita.
Il ricco rampollo di una industria tessile, James Wayland, viene sospettato dell’assassinio di una prostituta conosciuta come Elizabeth, il cui cadavere è stato ritrovato tagliato a metà in due località ad alcune miglia di distanza tra loro.  Wayland è un forte bevitore nonché bugiardo compulsivo, che soffre di scoppi di violenza ma anche di vuoti di memoria.
Le indagini sono affidate al tenace detective Kennesaw e al suo meno smaliziato assistente Braxton. Nel corso dell’inchiesta, il sospettato si procura a sua volta informazioni e prove su oscuri segreti dei suoi inquisitori, scoprendo che il detective aveva frequentato Elizabeth per vendicarsi di un tradimento coniugale, mentre il suo assistente ha problemi per aver contratto debiti di gioco.
Con in mano questi elementi di pressione psicologica, Wayland quasi prende il sopravvento nei confronti degli inquisitori, riuscendo a manipolare le reazioni della macchina della verità e addirittura inducendo Kennesaw a sottoporsi egli stesso al test rivelatore di bugie.
Pur ammettendo infine di aver sezionato e disperso il cadavere della prostituta (ma senza ammettere di averla uccisa), Wayland riesce successivamente a simulare la sua morte, ingerendo delle pillole. In finale di film lo vediamo, trascorso un anno, avvicinarsi a una sconosciuta in un parco.

## Accoglienza
Sull'aggregatore Rotten Tomatoes il film riceve il 48% delle recensioni professionali positive con un voto medio di 5,5 su 10 basato su 27 critiche.